# François L. Désaulniers
François Sévère Lesieur Desaulniers, né le 19 septembre 1850 à Yamachiche et mort le 29 janvier 1913 à Montréal, est un homme politique, juge, prêtre et écrivain québécois.

## Biographie
Il fait ses études à l'École des Frères des écoles chrétiennes à Yamaniche puis au Collège de Nicolet de 1864 à 1872 pour devenir prêtre catholique. Quittant la prêtrise trois ans plus tard, il fera un changement de carrière vers le domaine du droit, faisant des études de droit à Trois-Rivières, puis à l'Université Laval pour finalement être admis au Barreau du Québec en 1879. Entre-temps, il épouse le 24 juillet 1877 Aglaé-Agnès Maher, fille de marchands. Il alternera dès lors entre Yamaniche et Montréal comme lieu de résidence.
Ayant côtoyé Nérée Le Noblet Duplessis comme associé dans un cabinet d'avocats du temps où il était juge de paix du district de Trois-Rivières, il se lancera en politique dans le même parti que ce dernier. Il deviendra donc député de la circonscription de Saint-Maurice à l'Assemblée législative du Québec, de 1878 à 1886, sous la bannière du Parti conservateur du Québec.
Il est ensuite élu comme député de la circonscription fédérale de la circonscription fédérale de Saint-Maurice à la Chambre des communes du Canada, de 1887 à 1896, sous la bannière du Parti conservateur du Canada. Il tente un retour en politique à l'élection fédérale de 1900, mais il est battu.

## Ouvrages publiés
- Réunion des paroissiens d'Yamachiche, 1876
- Histoire de la paroisse d'Yamachiche en collaboration avec Napoléon Caron et Benjamin Sulte, 1892
- Vieilles Familles d'Yamachiche, 1898-1908
- Recherches généalogiques sur les familles Gravel, Cloutier, Bruneau, Dufresne, Proulx, Douville, Charest, Buisson, Tessier, 1902
- Charles Lesieur et la fondation d'Yamachiche, 1902
- Notes historiques sur la paroisse Saint-Guillaume-d'Upton, 1905
- La Généalogie des familles Gouin et Allard
- Généalogie des familles Richer de la Flèche et Hamelin, 1909

## Revues et journaux
- Journal des Trois-Rivières
- Foyer domestique
- Messager de Nicolet
- Revue canadienne